# Volo Surinam Airways 764
Il volo Surinam Airways 764 era un volo di linea proveniente da Amsterdam, Paesi Bassi  e diretto a Paramaribo, Suriname.
Il 7 giugno 1989 l'aereo che operava il volo decollò dall'aeroporto di Amsterdam-Schiphol e si schiantò a causa di un errore del pilota a pochi chilometri dall'aeroporto internazionale di Paramaribo-Zanderij, dove avrebbe dovuto atterrare.
L'incidente costò la vita a 176 delle 187 persone a bordo, facendone il peggior disastro aereo della storia dell'aviazione del Suriname.

## Antefatto
La Surinam Airways operava voli sulla tratta Amsterdam-Paramaribo utilizzando, fra gli altri, il Douglas DC-8-60 registrato negli Stati Uniti con il numero N1809E e denominato Anthony Nesty. Il suo equipaggio era fornito dalla ACI, Air Crew International Inc., agenzia specializzata nel fornire piloti addestrati alle compagnie aeree sprovviste di equipaggi propri.
Il contratto fra la Surinam Airways e la ACI prevedeva che i piloti forniti soddisfacessero tutti i requisiti necessari al volo su apparecchi DC-8 ma la ACI lasciava ai singoli piloti l'onere e l'obbligo di sostenere i vari corsi di formazione.
Lo statunitense Will Rogers, uno dei piloti forniti dalla ACI e che fungeva da capitano sul volo 764, era già stato in passato coinvolto in alcuni incidenti sempre a bordo di aerei della Surinam Airways; nonostante la richiesta fatta dalla compagnia aerea di non utilizzare più quel pilota, egli venne comunque incaricato di pilotare il DC-8 sebbene a causa della sua età, 66 anni, non fosse più autorizzato a ricoprire il ruolo di capitano.
Anche il velivolo della tragedia era già stato coinvolto in un precedente incidente all'aeroporto internazionale di Tocumen di Panama nel quale aveva riportato danni durante un atterraggio.

## L'aereo
Il velivolo era un Douglas DC-8-62 costruito nel 1969, line number 498, e che al momento dell'incidente aveva collezionato 52 706 ore di volo. A detta dell'allora direttore della Surinam Airlines, Motilal Atta Mungra, l'aeroplano era stato revisionato appena due settimane prima.
Spinto da 4 motori Pratt & Whitney JT3D-7, era stato acquistato usato dalla Braniff International Airways con la quale aveva già subito un precedente incidente che però, secondo le indagini svolte, non era stato determinante per l'incidente del 7 giugno.

## L'incidente

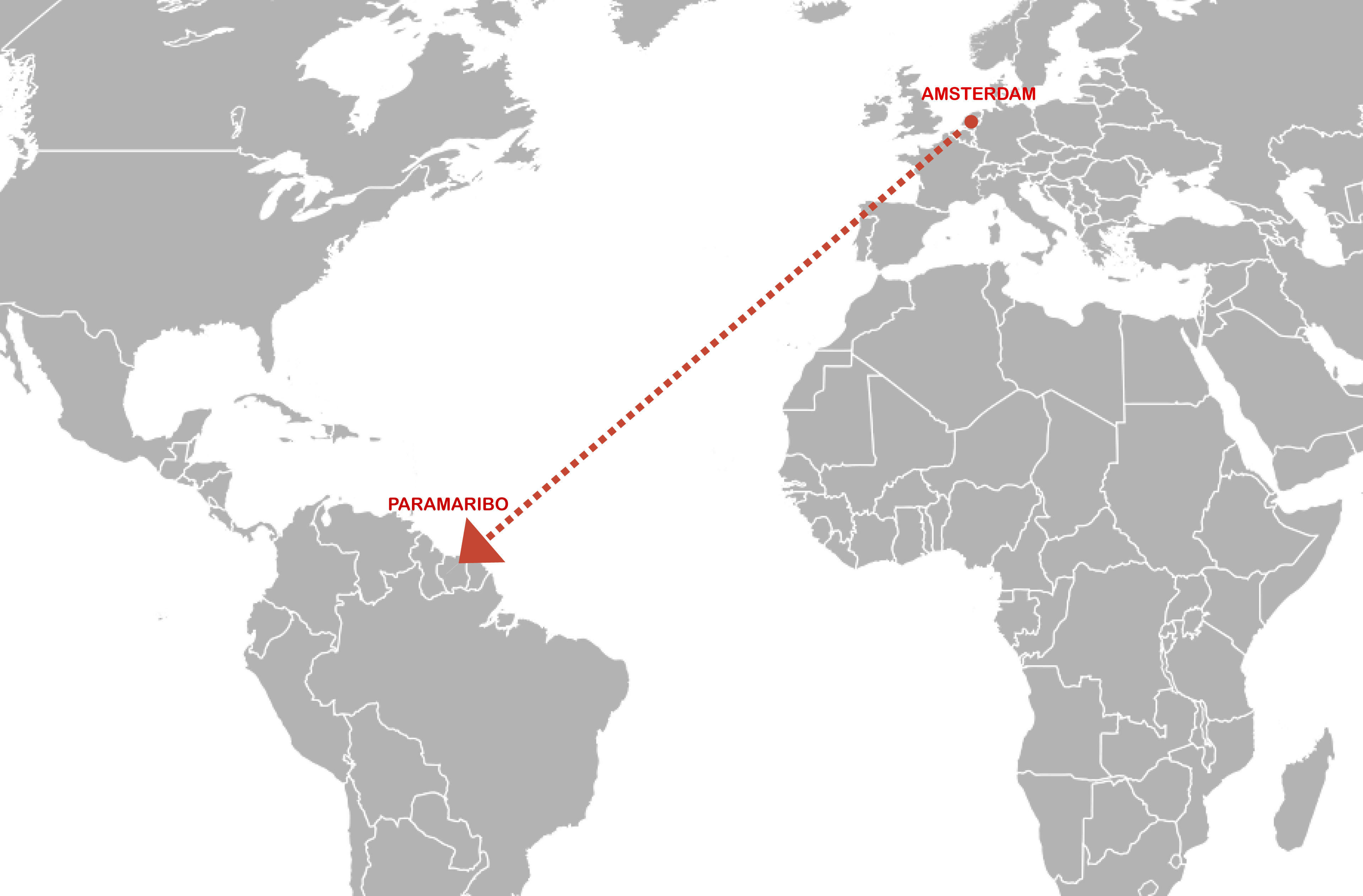
La rotta del volo 764, 7 469 km in linea d'aria

Il volo decollò alle ore 23:25 del 6 giugno da Amsterdam e si svolse normalmente per tutto il tragitto fino all'avvistamento dell'aeroporto di destinazione.
Venti minuti prima del previsto atterraggio l'equipaggio ricevette il bollettino sulle condizioni meteorologiche sull'aeroporto Zanderij:
«Vento calmo, visibilità di 900 metri con nebbia, temperatura 22 °C, punto di rugiada 22 °C»
Questo bollettino colse di sorpresa l'equipaggio che si aspettava i 6 chilometri di visibilità comunicati in un precedente bollettino; il comandante autorizzò quindi l'uso (fuori norma) del sistema ILS confidando nel fatto che la nebbia presente fosse solo un banco temporaneo e che, una volta in fase di atterraggio, la visibilità sarebbe stata sufficiente a una manovra a vista: la pista era infatti stata ben visibile durante tutto il percorso di discesa verso l'aeroporto.
A questo punto la torre di controllo autorizzò il DC-8 all'atterraggio con il sistema VOR sulla pista 10 ma il comandante attivò l'inaffidabile sistema ILS e ordinò al copilota di attivare il VOR per calcolare la rotta di atterraggio.
Durante la fase dell'approccio il copilota comunicò di vedere la pista a ore 12, poi di vedere "un po' di nebbia" ma di riconoscere ancora la pista; poi l'aereo passò attraverso una nube a strato e il comandante chiese ripetutamente al secondo di richiedere alla torre di controllo l'accensione delle luci di atterraggio della pista.
A questo punto il comandante provò ad utilizzare l'ILS che però non agganciò il segnale relativo all'angolo di planata da tenere; l'equipaggio ricevette più volte l'allarme "glide slope" ma esso fu disattivato dal comandante che stava volando più basso dei limiti consentiti (260 piedi per la navigazione ILS e 350 piedi per la navigazione VOR); il copilota comunicò a questo punto "200 piedi", poi dichiarò "150" (piedi) ma l'ingegnere di volo gridò "tiralo su!". Subito dopo il motore numero 2 urtò contro la cima di un albero, l'ala destra colpì un altro albero, l'aereo si imbarcò e cadde al suolo capovolto, spezzandosi, e prese fuoco.
Le ultime parole registrate nella cabina di pilotaggio furono dell'ingegnere di volo: That's it I'm dead.» ("Ecco, sono morto").

## Equipaggio, passeggeri ed iColourful 11
A bordo del velivolo, al momento del disastro, si trovavano 178 passeggeri e 9 membri dell'equipaggio: il comandante Will Rogers, il copilota e l'ingegnere di bordo erano statunitensi reclutati attraverso la ACI, Inc. Nessuno dell'equipaggio si salvò e solo 11 dei passeggeri sopravvissero; alcuni riportarono danni e menomazioni permanenti.
La tragedia destò scalpore per l'alto numero di vittime e per via della presenza a bordo del DC-8 di diversi giocatori del Colourful 11, nota rappresentativa di calciatori nativi del Suriname che giocavano nelle squadre europee e in particolare olandesi; solamente tre di loro sopravvissero malgrado le gravi ferite riportate: Sigi Lens, Radjin de Haan e Edu Nandlal.

### Lista dei calciatori uccisi nell'incidente

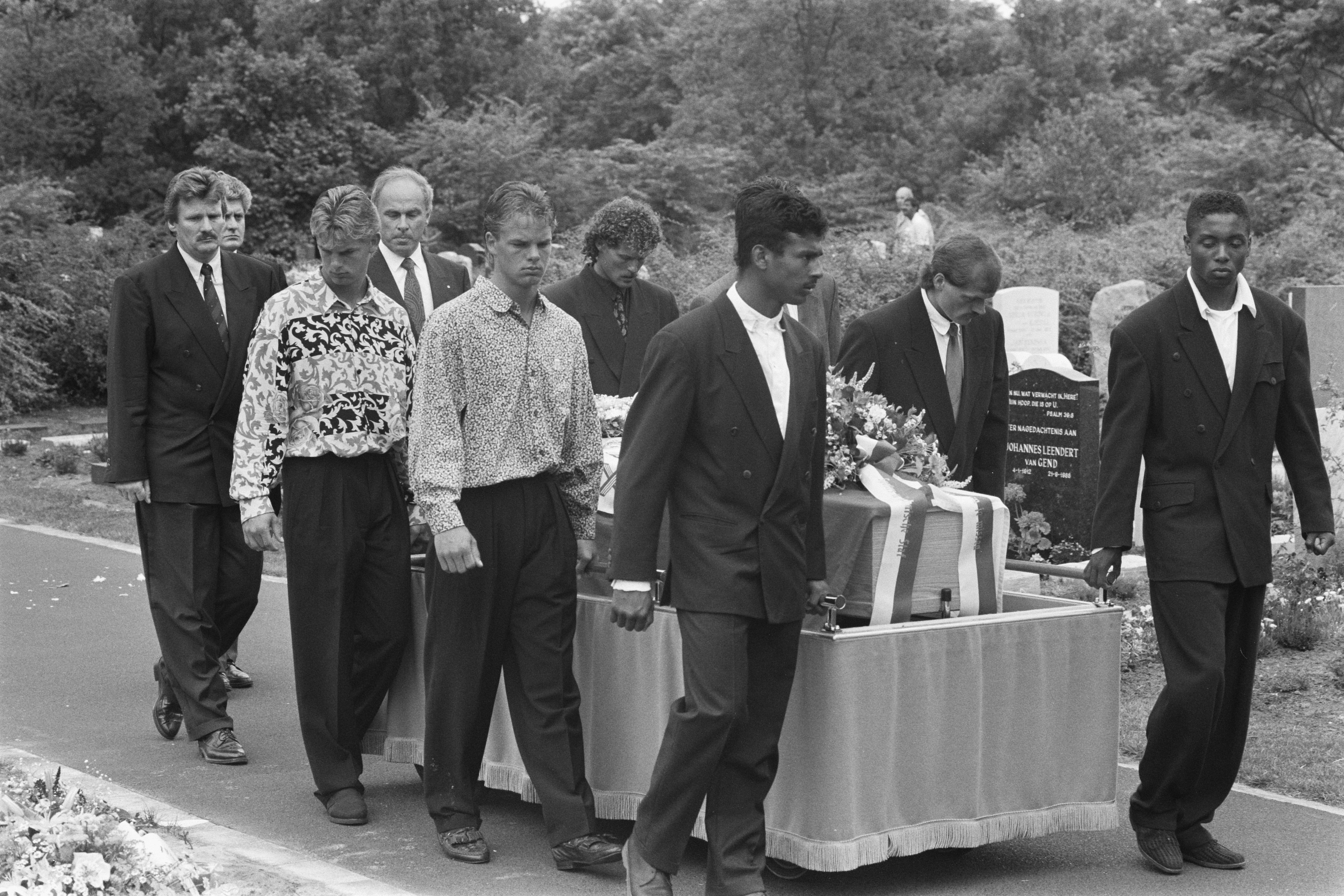
La bara di Lloyd Doesburg scortata dai compagni di squadra dell' durante i funerali

- Ruud Degenaar, 25, Heracles Almelo
- Lloyd Doesburg, 29, AFC Ajax
- Steve van Dorpel, 23, FC Volendam
- Wendel Fräser, 22, RBC Roosendaal
- Frits Goodings, 25, FC Wageningen
- Jerry Haatrecht, 25, Neerlandia, viaggiava al posto del fratello Winston Haatrecht, impegnato con la sua squadra, l'SC Heerenveen.
- Virgall Joemankhan, 20, Cercle Brugge KSV
- Andro Knel, 21, NAC Breda
- Ruben Kogeldans, 22, Willem II Tilburg
- Ortwin Linger, 21, HFC Haarlem, deceduto tre giorni dopo l'incidente per le ferite riportate
- Fred Patrick, 23, PEC Zwolle
- Andy Scharmin, 21, FC Twente
- Elfried Veldman, 23, De Graafschap
- Florian Vijent, 27, Telstar
- Nick Stienstra, 33, RCH Heemstede (allenatore)